# جاده‌های خورشیدی
جاده‌های خورشیدی یک شرکت آمریکایی مستقر در سندپوینت، آیداهو است که هدف آن ایجاد پانل‌های جاده ای با تولید انرژی خورشیدی برای تشکیل یک بزرگراه هوشمند است.
فناوری مفهومی آنها یک پانل جاده شش ضلعی است که دارای یک سطح شیشه رانندگی با سلول‌های خورشیدی زیرین است و دارای، الکترونیک و سنسورها می‌باشد تا به عنوان بخشی از آرایه خورشیدی با قابلیت برنامه‌ریزی عمل کند. این مفهوم به عنوان یک سطح جاده یا یک سیستم فتوولتائیک غیرممکن و غیر اقتصادی مورد انتقاد قرار گرفته‌است.

## تاریخ

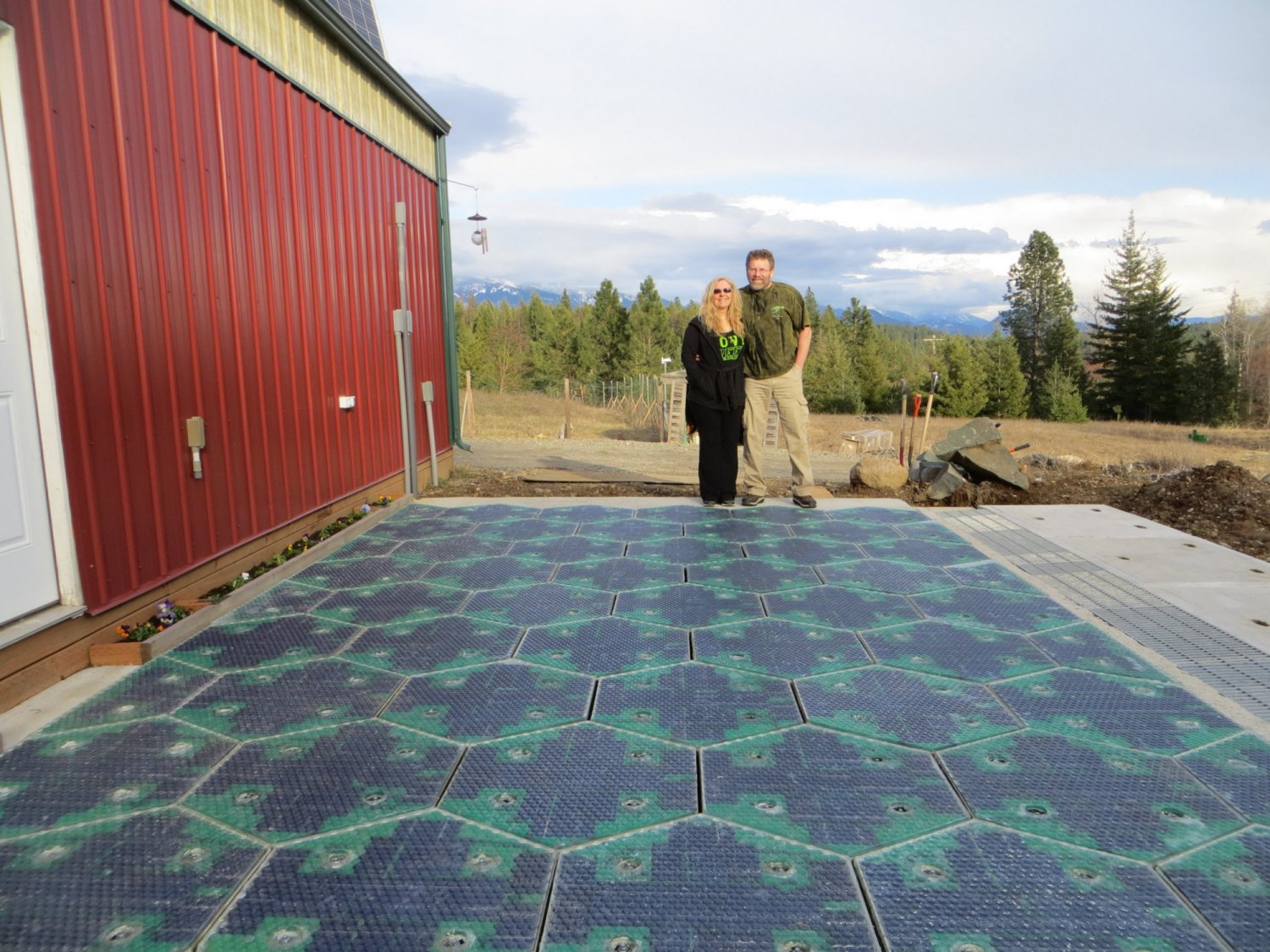
نمونه‌های اولیه پانل Roadway Road

این شرکت در سال ۲۰۰۶ توسط اسکات و جولی بروساو و با مدیریت اسکات تأسیس شد. آنها پیش‌بینی می‌کردند سطوح آسفالت را با صفحات خورشیدی با ساختاری که توانایی تحمل ترافیک وسایل نقلیه را دارند، جایگزین کنند. سیستم پیشنهادی مستلزم ایجاد شیشه ای قوی، شفاف و خود تمیزشونده با خاصیت کششی و مقاومت در برابر ضربه با هزینه رقابتی است.

## لیست جوایز و افتخارات
- جوایز عمومی انجمن دوستان جنرال الکتریک سال ۲۰۱۰ با مبلغ ۵۰٬۰۰۰ دلار[۵]
- پاپیولار ساینس. یکی از ۷ مقوله مهندسی "بهترین چیزی که جدید است" در "۱۰۰ بزرگترین نوآوری‌های سال ۲۰۱۴ "[۶]